# 静岡エフエム放送
静岡エフエム放送株式会社（しずおかエフエムほうそう、Shizuoka FM Broadcasting Co., Ltd.）は、静岡県を放送対象地域として超短波放送（FM放送）を行っている特定地上基幹放送事業者である。愛称はK-MIX（ケイ ミックス）。コールサインはJOKU-FM。JFN系列局。

## 概要
本社と演奏所は静岡県浜松市中央区に、送信所は静岡県静岡市清水区草薙（静岡デジタル送信所内）に所在し、1kWの出力で送信され、中継局が9つある。
静岡県を放送対象地域とする放送局の中で、唯一浜松市に本社を置く。開局当時の本社・演奏所は同市内の「遠鉄名店ビル」にあった。ショッピングビルの特徴を活かし、売場に面した壁面を一部ガラス張りとして一般公開した。開局後しばらくは「デパートの中の放送局」という触れ込みがなされ、売場に隣接したスタジオ（生放送用スタジオは売場側に窓が設けられ、売場から放送の様子を見ることもできた）からは平日昼の自社制作番組が生放送されていた。
キャッチフレーズは「MOVE ON WAVE」。
エフエム東京（TOKYO FM）およびジャパンエフエムネットワーク（以下、JFNC）制作の番組は主に早朝・夜間・週末を中心にネットされ、平日は自社制作率が高い。
2019年3月までは、毎月洋楽（POPS）および邦楽（J-POP）から各1組のアーティストの楽曲をピックアップして「MEGA PUSH TRACK」（メガプッシュトラック）と称して一ヶ月間ヘヴィー・ローテーションしていた。「MEGA PUSH TRACK」として起用されたアーティストが後にK-mixの番組パーソナリティとして起用されたケースも多い。2010年からは「POPS MEGA PUSH TRACK」（ポップス メガプッシュトラック）でも邦楽アーティストの楽曲を起用することが多くなり、「洋楽と邦楽から各一組のアーティストの楽曲を起用する」という決まりが実質的に無くなっている。現在はMEGA PUSH TRACKは終了しているが、公式ウェブサイト上において2005年 - 2019年3月の過去のメガプッシュトラックアーティストと楽曲のリストを確認する事が出来る。

### 愛称の扱い
1993年（平成5年）、開局10周年を機にステーションネーム（愛称）として『K-MIX（ケイ・ミックス）』を制定。由来は、改称当時は、『JOKU-FM、MUSIC、INFORMATION、X（CROSS） COMMUNICATION』としていた。一部報道では、未知数を表すXとしていた。その後、『JOKU-FM、MOVEMENT、INTELIGENCE、EXCITMENT』という意味を並存させるようになり、現在は表立った表明はしていない。2013年（平成25年）の開局30周年を機に読みはそのままとして『K-mix』へと変えたが、2023年（令和5年）の開局40周年時に戻した。
なお、放送上では正式社名の「静岡エフエム放送」を用いることはほとんどなく、もっぱら「K-MIX」のみを使用する。オープニングやクロージングの局名告知においてもK-MIXのみ。radikoでは「K-MIX SHIZUOKA」と表記される。全国放送番組では「K-MIX 静岡」や「静岡のK-MIX」などと紹介される事が多い（印刷媒体では初期愛称の「FM静岡」や正式社名に近い「静岡エフエム」「静岡FM」という表記も一部残存、散見する）。正式名称を用いるのはプレスリリースや会社概要、SEASONAL TIME TABLEの会社紹介の部分程度。

## 本社・支社
本社
- 浜松市中央区常盤町133-24

東京支社
- 東京都千代田区麹町1-8 JFNセンター4F

静岡支社
- 静岡市葵区追手町2-20 ヤマムラビル11F

沼津支社
- 沼津市大手町2-4-23 オーツービル3F

## 周波数・出力
| 親局         | 周波数  | 空中線電力 | ERP   | 所在地       |
| ------------ | ------- | ---------- | ----- | ------------ |
| 静岡         | 79.2MHz | 1kW        | 5.4kW | 日本平       |
| 中継局       | 周波数  | 空中線電力 | ERP   | 所在地       |
| 浜松         | 78.4MHz | 250W       | 1.7kW | 佐鳴湖畔     |
| 沼津・三島   | 86.6MHz | 100W       | 160W  | 葛城山       |
| 掛川         | 80.3MHz | 10W        | 12.5W | 小笠山       |
| 島田         | 85.9MHz | 100W       | 550W  | 牧之原台地   |
| 富士・富士宮 | 85.8MHz | 100W       | 193W  | 金丸山       |
| 御殿場       | 81.6MHz | 10W        | 12W   | 長尾峠       |
| 下田         | 80.5MHz | 10W        | 12W   | 高根山       |
| 東伊豆       | 78.6MHz | 10W        | 14W   | チョウチン岳 |
| 熱海         | 83.0MHz | 100W       | 220W  | 初島         |

所在地の出典：
固定局
- 粟ヶ岳固定局

県外の聴取可能地域
神奈川県は足柄下郡（湯河原町、箱根町、真鶴町）、南足柄市、小田原市、足柄上郡山北町の一部がおおよその放送エリアとなっている。山梨県は南巨摩郡南部町、南都留郡（富士河口湖町及び山中湖村）のそれぞれ一部が、愛知県は豊橋市と新城市のそれぞれ一部が放送エリアとなっている。

## スタジオ

### 浜松市（本社）
スタジオ
- view-st.（ビュースタ）
本社社屋1階のオープンスタジオ。道路・歩道からガラス越しに生放送の様子を観覧することができる。
『K-MIX モーニング ラジラ』『K-MIX らじコン』『K-MIX LIFE!LIFE!LIFE!』（第2週）で使用。
- K-MIX 3F Studio1
- K-MIX 3F Studio2
『PERKY SOUND FLASH』で使用。
- K-MIX 3F Booth

イベントホール
- Space-K（スペースK）
ビュースタに隣接する[注 8]イベントスペース。
アーティストのコンサート、映画試写会等の各種イベントや、4月の番組改編にあわせた特別ライブイベント番組の放送等に使用。

### 静岡市
- view-st.Shizuoka"NOA"[注 9]（ビュースタ・シズオカ"ノア"）
静岡市葵区「新静岡セノバ」5階のサテライトスタジオ[10]。ガラス越しに生放送の様子を観覧することができる。
『K-MIX MOVE ON』、『K-MIX LIFE! LIFE! LIFE!』（第1、第3、第5週）で使用[注 10]。
“NOA”とは、“Now On Air”の略。
稀に「ケチャップのドバ・ドバ・シズオカ」等の番組の収録を行うことがある。

### 藤枝市
- view-st.ole Fujieda
  - 藤枝市の藤枝駅南口に2016年4月にオープンした大型複合施設「オーレ藤枝」[11]内に開設されたサテライトスタジオ。
  - 『K-MIX モーニング ラジラ』（最終週金曜日）で使用。

そのほかに、K-MIX所有ではないが、田方郡函南町の道の駅伊豆ゲートウェイ函南に設置されたスタジオ伊豆ゲートウェイ函南 i-studioがあり、そこから『K-MIX LIFE! LIFE! LIFE!』を毎月第4金曜日に公開生放送している。

## 資本構成
企業・団体は当時の名称。出典：

### 2015年3月31日 - 2016年3月31日
| 資本金      | 発行済株式総数 | 株主数 |
| ----------- | -------------- | ------ |
| 4億9000万円 | 120,000株      | 40     |

| 株主             | 株式数   | 比率   |
| ---------------- | -------- | ------ |
| スズキ           | 23,895株 | 19.91% |
| スズキビジネス   | 07,000株 | 05.83% |
| ヤマハ           | 04,850株 | 04.04% |
| 静岡新聞社       | 04,200株 | 03.50% |
| 静岡銀行         | 04,200株 | 03.50% |
| 日本経済新聞社   | 04,000株 | 03.33% |
| 遠州鉄道         | 03,800株 | 03.16% |
| 静岡鉄道         | 03,800株 | 03.16% |
| 鈴与             | 03,800株 | 03.16% |
| はごろもフーズ   | 03,800株 | 03.16% |
| 日本製紙         | 03,800株 | 03.16% |
| 静岡瓦斯         | 03,800株 | 03.16% |
| 朝日新聞社       | 03,675株 | 03.06% |
| 中日新聞社       | 03,675株 | 03.06% |
| 読売新聞東京本社 | 03,150株 | 02.62% |
| ヤマハ発動機     | 03,150株 | 02.62% |
| 本田技研工業     | 03,000株 | 02.50% |

## 沿革
- 1982年（昭和57年）
  - 3月31日 - ラジオ放送予備免許。
  - 6月21日 - 静岡エフエム放送株式会社設立。本社所在地は静岡県浜松市（現・中央区）田町の「遠鉄名店ビル（現・遠鉄田町ビル）」内。
- 1983年（昭和58年）4月1日 - 愛称をFM静岡として開局。開局当時の送信所は浜松市、島田市、静岡市
- 1993年（平成5年）4月1日 - 開局10周年を機に愛称をK-MIXに変更。
- 1995年（平成7年）4月1日 - 文字多重放送（見えるラジオ）開始。コールサインはJOKU-FCM。
- 1997年（平成9年）
  - 3月10日 - 本社を静岡県浜松市（現・中央区）常盤町に移転（テレビ静岡・旧「浜松本社」跡地）。
  - 10月 - サテライトスタジオ「view-st.Shizuoka"NOA"」（ビュースタ・シズオカ"ノア"）を静岡市葵区呉服町二丁目の「5風来館」にあったすみやソフト館内に開設・使用開始。
- 1998年（平成10年）- 新エネルギー・産業技術総合開発機構との共同研究事業により、日本の放送局としては初の太陽光発電システムを導入。これにより全使用電力の3%を賄うとしている。
- 2003年（平成15年）4月 - 開局20周年を迎え、ステーションのロゴ、キャッチフレーズのみならず平日の生ワイド番組を全て一新。
- 2005年（平成17年）
  - 9月 - ウェザーニューズと共同で津波警報自動放送システムを開発。
  - 自社制作番組のポッドキャスティング配信を開始。「Ole Ole Jubilo」「ISSO!S-PULSE」「神金♥玉簾」。
  - 10月10日 - サテライトスタジオ「view-st.Shizuoka"NOA"」を静岡市葵区鷹匠一丁目（新静岡センター内）に移転・使用開始。
- 2007年（平成19年）
  - 10月 - K-MIX MEGA PUSH TRACKの着うたの無料配信を開始（NTTドコモ限定）。
  - 11月4日 - インターネットラジオ実施。Radio the Boom!。
- 2008年（平成20年）
  - 4月1日 - 開局25周年を機に、ステーションロゴ、キャッチフレーズ、ステーションジングル、公式ホームページデザインなどを刷新。テレビCMも放送。
  - 4月 - 緊急地震速報を開始[16]
- 2009年（平成21年）
  - 2月23日 - 新静岡センターの建て替え閉鎖に伴い、サテライトスタジオ「view-st.Shizuoka"NOA"」を静岡市葵区鷹匠一丁目から静岡市葵区御幸町（NTT電電ビル内）に移転、運用開始。
  - 4月 - 配布用タイムテーブルがリニューアル。ページ数が増え、月刊から季刊に変更。
- 2011年（平成23年）
  - 6月 - 「K-MIX iコンシェル」を開始。
  - 10月3日 - サイマル放送サービス「radiko」に参入、同日正午より実用化試験配信を開始。
  - 10月5日 - サテライトスタジオ「view-st.Shizuoka"NOA"」が、同日開業した新静岡セノバ5階に移転オープン。
- 2013年（平成25年）4月1日 - 開局30周年を機に、ステーションロゴ、キャッチフレーズ、ステーションジングル、公式サイト、番組編成を刷新。ステーションネームの表記をK-mix（mixは小文字）へ変更[17]。
- 2014年（平成26年）3月31日 - 文字多重放送廃止[18]。
- 2016年（平成28年）4月29日 - 藤枝市ホテルオーレ三階にサテライトスタジオ「view-st.ole fujieda」開設・使用開始[19]。
- 2023年（令和5年）4月1日 - 開局40周年を機に、キャッチコピーを「ALWAYS BE WITH YOU」から 「MOVE ON WAVE」に変更。またステーションネームを「K-MIX（MIXは大文字）」に復す。3日には公式サイトをリニューアルするほか、番組編成も刷新させる。

## 歴代キャッチフレーズ
- 1985年頃 - 不明：「いい風 いい音 いい仲間 FM静岡」
- 1993年度 - 2002年度：「We Believe in radio magic K-MIX」
- 1999年度 - 2002年度：「POWER K-MIX」
- 2003年度 - 2007年度：「Surrounding you with inspiration ジ〜ンジ〜ン K-MIX」、「僕たちは感動する遺伝子を持っている」
- 2008年度 - 2012年度：「boot up your emotion K-MIX」
- 2013年度 - 2022年度 ：「ALWAYS BE WITH YOU. いつもここにいるよ[17]」
- 2014年度 - 2017年度レーティング期間中のみ[20]：「ラジオってあったかいね K-mix」
- 2023年度 - ：「MOVE ON WAVE」

## コラボレーション商品
みかんのお水ちゅうシリーズ
- サークルKサンクスとK-mixが共同開発したみかん風味のソフトドリンク[注 11]。
- 2001年以降、夏季（主に5月頃から8月頃）のみ静岡県内のサークルKとサンクスで限定販売されている。
- 2004年より、女性パーソナリティらが歌うテーマソングが制作されている。リスナーやドリンク購入者を対象としたCDプレゼントを展開した（2008年まで）。このテーマソングはヘヴィー・ローテーションされるため、K-mixの音楽ランキング番組『SHIZUOKA TOP40』でも40位に入っている。2004年の「みかんでちゅう!」、2006年の「ちゅう」、2007年の「ワンシーン」は10位以内に入った。
- 2013年より『K-mix おひるま協同組合』がプロデュースを行っている。
- 2015年の「みかんの炭酸水」以降は販売が行われておらず、2015年をもって販売終了したとみられる。コラボ相手だったサークルKサンクスは2016年にファミリーマートと合併している。

夏みかんのっぽ
- 2003年に、エヌビーエスと共同開発で「のっぽパン」の新商品「夏みかんのっぽ」を発売した[41]。

K-MIX COFFEE
- 2008年と2009年の秋に、サークルKサンクスとコラボレーションし、コーヒー[注 12]・パンなどを発売した[42][43]。

## アナウンサー・主なパーソナリティ

### 現在
2025年4月現在。
アナウンサー
| 氏名     | 読み仮名        | 入社年 | 主な担当番組など                                                                                     |
| -------- | --------------- | ------ | --- |
| 鈴木愛実 | すずき まなみ   | 2020年 | K-MIX GOOD-TIE!（水曜・木曜） K-MIX らじコン 鈴木愛実の、やるやん! さとう。とすずき 宮城聰の頭のなか |
| 牧村一穂 | まきむら かずほ | 2022年 | K-MIX MOVE ON（月曜・火曜） 牧村一穂の〆ラーCLUB K-MIX Slow-City K-MIX HEADLINE NEWS                 |

パーソナリティ
| 氏名                                                   | 担当番組                                                                    | 備考                                                   |
| ------------------------------------------------------ | --------------------------------------------------------------------------- | ------------------------------------------------------ |
| 高橋正純                                               | K-MIX モーニング ラジラ ズミ、学校へ行く アサブラ                           |                                                        |
| 富士彦                                                 | AZUL CLARO Jumping Heart!!                                                  |                                                        |
| 杉岡沙絵子                                             | K-MIX GOOD-TIE!（月曜・火曜）                                               |                                                        |
| DJ Roni                                                | K-MIX ROOTS RADIO                                                           |                                                        |
| 江間丈                                                 | K-MIX MOVE ON（月曜・火曜）                                                 |                                                        |
| バカボン鬼塚                                           | K-MIX MOVE ON（水曜・木曜）                                                 |                                                        |
| ひかりんちょ                                           | K-MIX MOVE ON（水曜・木曜）                                                 |                                                        |
| 西岡壱誠                                               | 東大生 西岡壱誠の西岡ゼミ                                                   |                                                        |
| 西連地あゆみ                                           | 東大生 西岡壱誠の西岡ゼミ                                                   | 2017年まで局アナウンサー                               |
| 井上侑                                                 | 井上侑と劇団ペテカンの月曜日からOKONBANWA!! ゆうとぴか                      |                                                        |
| ペテカン                                               | 井上侑と劇団ペテカンの月曜日からOKONBANWA!!                                 |                                                        |
| あきいちこ                                             | 月曜アドナインス                                                            |                                                        |
| 如月愛里                                               | 月曜アドナインス                                                            |                                                        |
| やうこ                                                 | やうこのアルデンテ ルーム                                                   |                                                        |
| 天玲美音                                               | 天玲美音 あの日、あの時、あの場所で                                         |                                                        |
| 拝郷メイコ                                             | 拝郷メイコ ユメミル細胞                                                     |                                                        |
| 京太朗（京太朗と晴彦）                                 | 京太朗と晴彦の音楽男塾 K-MIX らじコン                                       |                                                        |
| 晴彦（京太朗と晴彦）                                   | 京太朗と晴彦の音楽男塾                                                      |                                                        |
| 新井真奈美                                             | MG石材プレゼンツ 想いを繋ぐ終活スクール 安心堂 Precious Navi Ole Ole Jubilo |                                                        |
| 鎌田麻里名（劇団スーパー・エキセントリック・シアター） | SET☆ときめきクエスト!                                                       |                                                        |
| 源馬ちか子                                             | E-JAN ～ゲンマチカコの大人の時間                                            | 元・局アナウンサー 旧名義：源馬千佳子                  |
| Atomic Skipper                                         | Atomic Skipper の NOW ON Skipper                                            |                                                        |
| さとう。                                               | さとう。とすずき                                                            |                                                        |
| シャンソン姉さん                                       | シャンソン姉さんのハナタにハリガトネ～                                      |                                                        |
| RYOMA（FRONT LINE）                                    | オモシロイラジオ                                                            |                                                        |
| ゆきぼー                                               | オモシロイラジオ                                                            |                                                        |
| 新間いずみ（fishbowl）                                 | fishbowlの木曜のむすびめ supported by おいしい三角形ふじ亭                  |                                                        |
| fishbowl                                               | fishbowlの木曜のむすびめ supported by おいしい三角形ふじ亭                  |                                                        |
| 島田真梨子                                             | Hot Heart♡FUJIEDA Viva!MYFC! 静岡県民共済 presents 教えて！杉山さん         | 2019年3月まで局アナウンサー                            |
| kainatsu（甲斐名都）                                   | K-MIX LIFE! LIFE! LIFE! 野菜をMOTTO presents おかえりマルシェ               |                                                        |
| わたなべだいすけ（D.W.ニコルズ）                       | K-MIX LIFE! LIFE! LIFE! D.W.ニコルズ わたなべだいすけのラジオのおじさん     |                                                        |
| 山城知美                                               | K-MIX ベジフルライフ                                                        |                                                        |
| 男澤直樹                                               | Active Life                                                                 |                                                        |
| 小島敬太                                               | K-MIX 魔法の国の児童文学                                                    | 2024年3月までは「小島ケイタニーラブ」名義で出演        |
| 稲垣千果夫                                             | Forever Young                                                               |                                                        |
| izumi                                                  | GO OUT Waves                                                                |                                                        |
| 竹下充（「GO OUT」プロデューサー）                     | GO OUT Waves                                                                |                                                        |
| 河村由美                                               | K-MIX ビルダーズ ラジオ CINEMA SQUARE                                       |                                                        |
| 蒲原章広                                               | 静岡ふしぎ探検隊                                                            |                                                        |
| 小椋佳                                                 | 小椋佳の歌とともに                                                          |                                                        |
| 三ツ井康雄                                             | 小椋佳の歌とともに                                                          |                                                        |
| スナオマサカズ                                         | ISSO!S-PULSE                                                                |                                                        |
| 神谷宥希枝                                             | 神谷宥希枝の独立宣言 神谷宥希枝のVoice of Shizuoka                          | 元・局アナウンサー（1996年 - 2006年） 旧名義：神谷幸恵 |
| メイ・オキタ                                           | メイ・オキタのArt of Life                                                   |                                                        |
| 廣木弓子                                               | 廣木弓子のおきにいり                                                        | 2013年3月まで局アナウンサー                            |
| 小川綾乃                                               | Fan Fun GOLF                                                                |                                                        |
| 梅田英春                                               | ミューグレ～music the great deep                                            |                                                        |
| 村松健                                                 | ミューグレ～music the great deep                                            |                                                        |
| REIKO.T.ROGERS                                         | Saturday morning LOMI LOMI                                                  |                                                        |
| 藤田寛之                                               | BK golf radio                                                               |                                                        |
| いいだまき                                             | BK golf radio                                                               |                                                        |
| 工藤英二                                               | 富士工業 presents OUTDOOR & FISHING                                         |                                                        |
| ケチャップ                                             | ドバ☆ドバしずおか Jr. ケチャップのドバ☆ドバ しずおか                        |                                                        |
| 東城佑香                                               | PERKY SOUND FLASH                                                           | 2011年3月まで局アナウンサー                            |
| 久保ひとみ                                             | K-MIX らじコン                                                              |                                                        |
| 石川雅章                                               | ケチャップのドバ☆ドバ しずおか                                              |                                                        |
| 岡野宏典                                               | 岡野宏典が全力投球!                                                         |                                                        |
| 宮城聰                                                 | 宮城聰の頭のなか                                                            |                                                        |
| 蝶花楼桃花                                             | ゆうとぴか                                                                  |                                                        |
| 紫乃                                                   | 紫乃 あの時の月のように                                                     |                                                        |
| STARMARIE                                              | STARMARIEのファンタジートラベラー                                           |                                                        |
| ORANCHE                                                | オレンチェの日日是好日                                                      |                                                        |
| 土橋一夫                                               | ようこそ夢街名曲堂へ!                                                       |                                                        |
| 近藤健太郎                                             | ようこそ夢街名曲堂へ!                                                       |                                                        |
| 青野りえ                                               | ようこそ夢街名曲堂へ!                                                       |                                                        |
| 林家希林                                               | 林家希林とかしめ・洋平の今夜は話さナイト                                    |                                                        |
| 立川かしめ                                             | 林家希林とかしめ・洋平の今夜は話さナイト                                    |                                                        |
| 大西洋平                                               | 林家希林とかしめ・洋平の今夜は話さナイト                                    |                                                        |
| 斉藤正伸（ジャガモンド）                               | ジャガモンド斉藤の映画宣伝にアレコレつっこむラジオ                          |                                                        |
| inari                                                  | inariの『いろはの“い”』                                                     |                                                        |
| 安田しん二                                             | 安田しん二の奇跡の軽音楽                                                    |                                                        |
| 浦和希                                                 | エゴイストラジオ supported by ヴァイスシュヴァルツブラウ                    |                                                        |
| 青木慶則                                               | ハットピンレディオ                                                          |                                                        |
| たなやん                                               | WINDBLOW～dancin' with the earth～                                          |                                                        |
| koya                                                   | WINDBLOW～dancin' with the earth～                                          |                                                        |
| 山口春奈                                               | Blessed Day                                                                 |                                                        |
| 宮野寛子                                               | 宮野寛子 一枚の写真から                                                     |                                                        |
| 村松尋代                                               | お元気ですか? HIRO'S CAFE                                                   |                                                        |
| ユウミ（unistyle）                                     | ユニスタイル・ユウミのGreen Humming                                         |                                                        |
| 山田稔（GOMES THE HITMAN）                             | PRIMECATS RADIO                                                             |                                                        |
| 川﨑玲奈                                               | K-MIX Blue Moment                                                           | 2025年3月まで局アナウンサー                            |
| chihiRo（JiLL-Decoy association）                      | ジルデコ presents SUNDAY LOUNGE                                             |                                                        |
| simizuEYE                                              | ジルデコ presents SUNDAY LOUNGE                                             |                                                        |
| 冴夜                                                   | MUSIC SMILE ラジオのフェス                                                  |                                                        |
| 柴野真理子（LOOP CHILD）                               | おとなたちの音楽                                                            |                                                        |
| MOTOR HOTEL                                            | MOTOR HOTEL 蔵BASE Radio                                                    |                                                        |
| さこリッチ                                             | さこリッチの深夜に楽屋ヒソヒソ話                                            |                                                        |

## 番組

### 番組編成の歴史

#### 2013年4月改編
- 4月1日の開局30周年を機に、ミニ番組を除き、自社制作の14番組を打ち切り、10の新番組を開始する大規模な改編を実施。同日7:28-21:00は、特別番組「K-mix 30th Anniversary ONE DAY SPECIAL "ALWAYS BE WITH YOU"」を放送[17]。

#### 2019年4月改編
- 4月1日より、昼帯を中心に3本のワイド番組を改編。
- ヘヴィー・ローテーションプログラム『MEGA PUSH TRACK』を3月で終了。

#### 2020年4月改編
- 「やまだひさしのラジアンリミテッドF」を一旦打ち切り、自社制作3本を編成

#### 2021年4月改編
- 金曜深夜に放送していた自社制作2本が終了（1本は放送日時変更）に伴い「やまだひさしのラジアンリミテッドF」[注 52]ネット再開。

#### 2023年4月改編
- 平日の自社制作ワイド4本が終了。

#### 2025年4月改編
- 金曜深夜に放送していたJFNC制作の「やまだひさしのラジアンリミテッドF」が2025年3月29日（28日深夜）をもって放送終了（後番組はJFNC制作の「ウチらのイイブン!」[注 53]）。

### 現在放送中の番組
公式サイトの番組表を参照。

## 付記
- 毎年6月の聴取率調査（いわゆる「レーティング」）期間は「スペシャルウィーク」と銘打った特別期間となる。2008年から2012年は「K-MIX LISTERS THANKS WEEK boot up your "ULTRA" emotion」、2013年以降は「ラジオって、あったかいね。」のタイトルになっている。
- ヘッドラインニュースは中日新聞提供の原稿を使用する。中日新聞・東京新聞・中日スポーツの静岡県版の番組表では「中日N」と表記される。
- 当局含めたJFN系列38局はACジャパン（旧・公共広告機構）の正会員企業の一つである[176]。

テレホンボード・FAXボード
- 全国のラジオ放送局で曲のリクエストなどに使われている「テレホンボード」「FAXボード」は、K-MIXが初めて導入したものである。これは代表の受付番号へ電話した後、個々の番組ごとに割り当てられた「アクセスナンバー」を入力することで、それぞれの番組へのリクエストやメッセージを伝えられるものである。「FAXボード」は、テレホンボードの仕組みをFAXに応用したシステムで、基本は同じである。導入していた当時は自社制作番組のほぼ全てで使用していた。しかしインターネットの普及によりEメールで対応可能になり、2003年3月の放送終了を以って運用を終了した。
- 「FAXボード」は、一度大規模な運用トラブルが起こっている。常盤町本社の完成記念として、土曜日午後のカウントダウン番組（JFN系全国ネット）が本社から生放送されていた際、同局での運用セオリーに則って（同局としては）通常通り「FAXボード」にてリスナーからのFAXを受け付けた所、全国からFAXが殺到したことにより、システムがパンク、他のローカル番組も含め機能しなくなってしまった。このため急遽番組内でその旨を告知した上で直通FAX番号に切り替えてリクエストやメッセージを受け付けた。

### 事件
爆破予告事件
2000年6月22日、サテライトスタジオ"NOA"（当時は開設当初の「5風来館」内すみや本店ソフト館地下一階）からの「K-MIX Radioship-NOA」の生放送中、「すみやに爆発物を仕掛けた。5時半に爆発する。」旨の脅迫電話が入ったため、放送を急遽中止する事態となる。番組は浜松本社からの音楽チャート紹介に切り替えられた。この電話を受け店内は直ちに閉鎖され、店内に居た店員や客、パーソナリティ鈴木晴也やスタッフ等全員が緊急避難したほか、周辺の道路が通行止となった。静岡県警他関係機関により爆発物の捜索、捜査が行われたが爆発物は発見されず、予告時間を過ぎても異常がなかったため、悪質ないたずら電話と判断され、同日6時過ぎに避難規制が解除された。なお、容疑者は静岡市内在住の高校生で、その後の捜査により逮捕された。
suzumoku失踪事件
2009年3月、「レイニードライブ」のパーソナリティ・suzumokuが突然失踪する事件が発生。以後の収録が不可能となり、番組は同月半ばで急遽打ち切られた。4月改編までの残り2回の放送は特別番組で繋いだ。後継番組が半年後の改編によって終了した2009年10月より放送再開され、番組内でこれまでの経緯について説明した上で謝罪のコメントをしている。しかし、2017年に再び失踪騒ぎを起こし、予定されたツアーが中止となったほか、番組収録に支障が出たことから、本人とスタッフが協議の上長期休養に入ることとなり、同年3月の番組改編をもって番組が終了することが2017年3月12日放送の番組中に発表された。以後の番組はsuzumokuの曲をノンストップで放送することで番組終了まで繋ぐこととなった。